# Jiří Palkovský
Jiří Palkovský (ur. 23 maja 1951) – czechosłowacki lekkoatleta, który specjalizował się w skoku wzwyż.
Karierę zaczynał od zdobycia w 1970 roku mistrzostwa Europy juniorów, podczas tych zawodów wyrównał, wynikiem 2,18 m rekord Czechosłowacji w kategorii seniorów. W kolejnym sezonie zajął jedenastą lokatę w mistrzostwach Europy. Największym sukcesem w seniorskiej karierze skoczka było zdobycie srebrnego medalu halowego czempionatu Starego Kontynentu w 1973 roku. Reprezentant Czechosłowacji w meczach międzypaństwowych. 

## Osiągnięcia
| Rok  | Impreza                     | Miejsce   | Pozycja     | Wynik |
| ---- | --------------------------- | --------- | ----------- | ----- |
| 1970 | Mistrzostwa Europy juniorów | Paryż     | 1. miejsce  | 2,18  |
| 1971 | Mistrzostwa Europy          | Helsinki  | 11. miejsce | 2,11  |
| 1973 | Halowe mistrzostwa Europy   | Rotterdam | 2. miejsce  | 2,20  |
| 1975 | Halowe mistrzostwa Europy   | Katowice  | 15. miejsce | 2,10  |